# BBC Radio 1 Live in Concert (album, New Order)
BBC Radio 1 Live in Concert je koncertní album anglické hudební skupiny New Order. Bylo vydáno v únoru roku 1992 a záznam pochází z 19. června 1987 z festivalu Glastonbury. V hitparádě UK Albums Chart se deska umístila na třiatřicáté pozici. Obsahuje celkem devět písní, z nichž prvních osm je autorských a poslední pochází od americké skupiny The Velvet Underground. V červnu 2000 vyšlo album v reedici.

## Seznam skladeb
| Pořadí | Název                      | Autor                                                       | Délka |
| ------ | -------------------------- | ----------------------------------------------------------- | ----- |
| 1.     | Touched by the Hand of God | Bernard Sumner, Stephen Morris, Peter Hook, Gillian Gilbert | 4:58  |
| 2.     | Temptation                 | Sumner, Morris, Hook, Gilbert                               | 8:36  |
| 3.     | True Faith                 | Sumner, Morris, Hook, Gilbert, Stephen Hague                | 5:46  |
| 4.     | Your Silent Face           | Sumner, Morris, Hook, Gilbert                               | 6:05  |
| 5.     | Every Second Counts        | Sumner, Morris, Hook, Gilbert                               | 4:20  |
| 6.     | Bizarre Love Triangle      | Sumner, Morris, Hook, Gilbert                               | 4:39  |
| 7.     | Perfect Kiss               | Sumner, Morris, Hook, Gilbert                               | 10:06 |
| 8.     | Age of Consent             | Sumner, Morris, Hook, Gilbert                               | 5:20  |
| 9.     | Sister Ray                 | Lou Reed, John Cale, Sterling Morrison, Maureen Tuckerová   | 9:21  |

## Obsazení
- Bernard Sumner – zpěv, kytara
- Peter Hook – baskytara
- Gillian Gilbert – klávesy
- Stephen Morris – bicí